# Список астероїдів (73701—73800)
| Назва                     | Тимчасове позначення | Дата відкриття    | Місце відкриття                    | Відкривач                        |
| ------------------------- | -------------------- | ----------------- | ---------------------------------- | -------------------------------- |
| (73701) 1991 TU5          | 1991 TU5             | 3 жовтня 1991     | Обсерваторія Карла Шварцшильда     | Ф. Бернґен, Лутц Шмадель         |
| (73702) 1991 TQ10         | 1991 TQ10            | 10 жовтня 1991    | Обсерваторія Кітт-Пік              | Spacewatch                       |
| 73703 Біллінґс (Billings) | 1991 TL15            | 6 жовтня 1991     | Паломарська обсерваторія           | Ендрю Лов                        |
| 73704 Гладюк (Hladiuk)    | 1991 TW15            | 6 жовтня 1991     | Паломарська обсерваторія           | Ендрю Лов                        |
| (73705) 1991 UR2          | 1991 UR2             | 31 жовтня 1991    | Обсерваторія Кітамі                | Ацусі Такагасі, Кадзуро Ватанабе |
| (73706) 1991 VC9          | 1991 VC9             | 4 листопада 1991  | Обсерваторія Кітт-Пік              | Spacewatch                       |
| (73707) 1991 VS10         | 1991 VS10            | 5 листопада 1991  | Обсерваторія Кітт-Пік              | Spacewatch                       |
| (73708) 1992 DV           | 1992 DV              | 25 лютого 1992    | Обсерваторія Кушіро                | Сейджі Уеда, Хіроші Канеда       |
| (73709) 1992 DV7          | 1992 DV7             | 29 лютого 1992    | Обсерваторія Ла-Сілья              | UESAC                            |
| (73710) 1992 EL21         | 1992 EL21            | 4 березня 1992    | Обсерваторія Ла-Сілья              | UESAC                            |
| (73711) 1992 EW24         | 1992 EW24            | 4 березня 1992    | Обсерваторія Ла-Сілья              | UESAC                            |
| (73712) 1992 RB4          | 1992 RB4             | 2 вересня 1992    | Обсерваторія Ла-Сілья              | Ерік Вальтер Ельст               |
| (73713) 1992 RW6          | 1992 RW6             | 2 вересня 1992    | Обсерваторія Ла-Сілья              | Ерік Вальтер Ельст               |
| (73714) 1992 SW14         | 1992 SW14            | 30 вересня 1992   | Паломарська обсерваторія           | Генрі Гольт                      |
| (73715) 1992 SC21         | 1992 SC21            | 22 вересня 1992   | Обсерваторія Ла-Сілья              | Ерік Вальтер Ельст               |
| (73716) 1992 YT3          | 1992 YT3             | 24 грудня 1992    | Обсерваторія Кітт-Пік              | Spacewatch                       |
| (73717) 1993 BV4          | 1993 BV4             | 27 січня 1993     | Коссоль                            | Ерік Вальтер Ельст               |
| (73718) 1993 BL5          | 1993 BL5             | 27 січня 1993     | Коссоль                            | Ерік Вальтер Ельст               |
| (73719) 1993 FT           | 1993 FT              | 22 березня 1993   | Обсерваторія Санта-Лючія Стронконе | Антоніо Ваньоцці                 |
| (73720) 1993 FR9          | 1993 FR9             | 17 березня 1993   | Обсерваторія Ла-Сілья              | UESAC                            |
| (73721) 1993 FZ14         | 1993 FZ14            | 17 березня 1993   | Обсерваторія Ла-Сілья              | UESAC                            |
| (73722) 1993 FK18         | 1993 FK18            | 17 березня 1993   | Обсерваторія Ла-Сілья              | UESAC                            |
| (73723) 1993 FJ20         | 1993 FJ20            | 19 березня 1993   | Обсерваторія Ла-Сілья              | UESAC                            |
| (73724) 1993 FA25         | 1993 FA25            | 21 березня 1993   | Обсерваторія Ла-Сілья              | UESAC                            |
| (73725) 1993 FC27         | 1993 FC27            | 21 березня 1993   | Обсерваторія Ла-Сілья              | UESAC                            |
| (73726) 1993 FD29         | 1993 FD29            | 21 березня 1993   | Обсерваторія Ла-Сілья              | UESAC                            |
| (73727) 1993 FT39         | 1993 FT39            | 19 березня 1993   | Обсерваторія Ла-Сілья              | UESAC                            |
| (73728) 1993 FP40         | 1993 FP40            | 19 березня 1993   | Обсерваторія Ла-Сілья              | UESAC                            |
| (73729) 1993 FH41         | 1993 FH41            | 19 березня 1993   | Обсерваторія Ла-Сілья              | UESAC                            |
| (73730) 1993 FL46         | 1993 FL46            | 19 березня 1993   | Обсерваторія Ла-Сілья              | UESAC                            |
| (73731) 1993 FS47         | 1993 FS47            | 19 березня 1993   | Обсерваторія Ла-Сілья              | UESAC                            |
| (73732) 1993 FH60         | 1993 FH60            | 19 березня 1993   | Обсерваторія Ла-Сілья              | UESAC                            |
| (73733) 1993 FD83         | 1993 FD83            | 19 березня 1993   | Обсерваторія Ла-Сілья              | UESAC                            |
| (73734) 1993 OT12         | 1993 OT12            | 19 липня 1993     | Обсерваторія Ла-Сілья              | Ерік Вальтер Ельст               |
| (73735) 1993 QE3          | 1993 QE3             | 18 серпня 1993    | Коссоль                            | Ерік Вальтер Ельст               |
| (73736) 1993 QT6          | 1993 QT6             | 20 серпня 1993    | Обсерваторія Ла-Сілья              | Ерік Вальтер Ельст               |
| (73737) 1993 RH4          | 1993 RH4             | 15 вересня 1993   | Обсерваторія Ла-Сілья              | Ерік Вальтер Ельст               |
| (73738) 1993 RK6          | 1993 RK6             | 15 вересня 1993   | Обсерваторія Ла-Сілья              | Ерік Вальтер Ельст               |
| (73739) 1993 SV5          | 1993 SV5             | 17 вересня 1993   | Обсерваторія Ла-Сілья              | Ерік Вальтер Ельст               |
| (73740) 1993 TZ14         | 1993 TZ14            | 9 жовтня 1993     | Обсерваторія Ла-Сілья              | Ерік Вальтер Ельст               |
| (73741) 1993 TY15         | 1993 TY15            | 9 жовтня 1993     | Обсерваторія Ла-Сілья              | Ерік Вальтер Ельст               |
| (73742) 1993 TB19         | 1993 TB19            | 9 жовтня 1993     | Обсерваторія Ла-Сілья              | Ерік Вальтер Ельст               |
| (73743) 1993 TS19         | 1993 TS19            | 9 жовтня 1993     | Обсерваторія Ла-Сілья              | Ерік Вальтер Ельст               |
| (73744) 1993 TJ22         | 1993 TJ22            | 9 жовтня 1993     | Обсерваторія Ла-Сілья              | Ерік Вальтер Ельст               |
| (73745) 1993 TH23         | 1993 TH23            | 9 жовтня 1993     | Обсерваторія Ла-Сілья              | Ерік Вальтер Ельст               |
| (73746) 1993 TY24         | 1993 TY24            | 9 жовтня 1993     | Обсерваторія Ла-Сілья              | Ерік Вальтер Ельст               |
| (73747) 1993 TX25         | 1993 TX25            | 9 жовтня 1993     | Обсерваторія Ла-Сілья              | Ерік Вальтер Ельст               |
| (73748) 1993 TF26         | 1993 TF26            | 9 жовтня 1993     | Обсерваторія Ла-Сілья              | Ерік Вальтер Ельст               |
| (73749) 1993 TG37         | 1993 TG37            | 9 жовтня 1993     | Обсерваторія Ла-Сілья              | Ерік Вальтер Ельст               |
| (73750) 1993 TT41         | 1993 TT41            | 9 жовтня 1993     | Обсерваторія Ла-Сілья              | Ерік Вальтер Ельст               |
| (73751) 1993 UK8          | 1993 UK8             | 20 жовтня 1993    | Обсерваторія Ла-Сілья              | Ерік Вальтер Ельст               |
| (73752) 1994 AD1          | 1994 AD1             | 7 січня 1994      | Обсерваторія Оїдзумі               | Такао Кобаяші                    |
| (73753) 1994 AQ5          | 1994 AQ5             | 5 січня 1994      | Обсерваторія Кітт-Пік              | Spacewatch                       |
| (73754) 1994 AG12         | 1994 AG12            | 11 січня 1994     | Обсерваторія Кітт-Пік              | Spacewatch                       |
| (73755) 1994 CX           | 1994 CX              | 7 лютого 1994     | Фарра-д'Ізонцо                     | Фарра-д'Ізонцо                   |
| (73756) 1994 CS9          | 1994 CS9             | 7 лютого 1994     | Обсерваторія Ла-Сілья              | Ерік Вальтер Ельст               |
| (73757) 1994 CH10         | 1994 CH10            | 7 лютого 1994     | Обсерваторія Ла-Сілья              | Ерік Вальтер Ельст               |
| (73758) 1994 CB11         | 1994 CB11            | 7 лютого 1994     | Обсерваторія Ла-Сілья              | Ерік Вальтер Ельст               |
| (73759) 1994 CQ15         | 1994 CQ15            | 8 лютого 1994     | Обсерваторія Ла-Сілья              | Ерік Вальтер Ельст               |
| (73760) 1994 CT17         | 1994 CT17            | 8 лютого 1994     | Обсерваторія Ла-Сілья              | Ерік Вальтер Ельст               |
| (73761) 1994 GP5          | 1994 GP5             | 6 квітня 1994     | Обсерваторія Кітт-Пік              | Spacewatch                       |
| (73762) 1994 LS           | 1994 LS              | 3 червня 1994     | Паломарська обсерваторія           | Тімоті Спар                      |
| (73763) 1994 LQ1          | 1994 LQ1             | 2 червня 1994     | Обсерваторія Кітт-Пік              | Spacewatch                       |
| (73764) 1994 NB2          | 1994 NB2             | 4 липня 1994      | Коссоль                            | Ерік Вальтер Ельст               |
| (73765) 1994 PA9          | 1994 PA9             | 10 серпня 1994    | Обсерваторія Ла-Сілья              | Ерік Вальтер Ельст               |
| (73766) 1994 PH9          | 1994 PH9             | 10 серпня 1994    | Обсерваторія Ла-Сілья              | Ерік Вальтер Ельст               |
| (73767) 1994 PQ9          | 1994 PQ9             | 10 серпня 1994    | Обсерваторія Ла-Сілья              | Ерік Вальтер Ельст               |
| (73768) 1994 PO10         | 1994 PO10            | 10 серпня 1994    | Обсерваторія Ла-Сілья              | Ерік Вальтер Ельст               |
| (73769) 1994 PN12         | 1994 PN12            | 10 серпня 1994    | Обсерваторія Ла-Сілья              | Ерік Вальтер Ельст               |
| (73770) 1994 PG14         | 1994 PG14            | 10 серпня 1994    | Обсерваторія Ла-Сілья              | Ерік Вальтер Ельст               |
| (73771) 1994 PR14         | 1994 PR14            | 10 серпня 1994    | Обсерваторія Ла-Сілья              | Ерік Вальтер Ельст               |
| (73772) 1994 PM15         | 1994 PM15            | 10 серпня 1994    | Обсерваторія Ла-Сілья              | Ерік Вальтер Ельст               |
| (73773) 1994 PZ18         | 1994 PZ18            | 12 серпня 1994    | Обсерваторія Ла-Сілья              | Ерік Вальтер Ельст               |
| (73774) 1994 PH19         | 1994 PH19            | 12 серпня 1994    | Обсерваторія Ла-Сілья              | Ерік Вальтер Ельст               |
| (73775) 1994 PB24         | 1994 PB24            | 12 серпня 1994    | Обсерваторія Ла-Сілья              | Ерік Вальтер Ельст               |
| (73776) 1994 PJ27         | 1994 PJ27            | 12 серпня 1994    | Обсерваторія Ла-Сілья              | Ерік Вальтер Ельст               |
| (73777) 1994 PD34         | 1994 PD34            | 10 серпня 1994    | Обсерваторія Ла-Сілья              | Ерік Вальтер Ельст               |
| (73778) 1994 PP37         | 1994 PP37            | 10 серпня 1994    | Обсерваторія Ла-Сілья              | Ерік Вальтер Ельст               |
| (73779) 1994 RM2          | 1994 RM2             | 2 вересня 1994    | Обсерваторія Кітт-Пік              | Spacewatch                       |
| (73780) 1994 RR22         | 1994 RR22            | 5 вересня 1994    | Обсерваторія Ла-Сілья              | Ерік Вальтер Ельст               |
| (73781) 1994 TW2          | 1994 TW2             | 2 жовтня 1994     | Обсерваторія Кітамі                | Кін Ендате, Кадзуро Ватанабе     |
| 73782 Янаґіда (Yanagida)  | 1994 TD15            | 14 жовтня 1994    | Астрономічна обсерваторія Янаґіда  | Акіра Цусікава, Осаму Мурамацу   |
| (73783) 1994 UK6          | 1994 UK6             | 28 жовтня 1994    | Обсерваторія Кітт-Пік              | Spacewatch                       |
| (73784) 1994 VP2          | 1994 VP2             | 8 листопада 1994  | Обсерваторія Оїдзумі               | Такао Кобаяші                    |
| (73785) 1994 WJ1          | 1994 WJ1             | 27 листопада 1994 | Обсерваторія Оїдзумі               | Такао Кобаяші                    |
| (73786) 1994 WX2          | 1994 WX2             | 30 листопада 1994 | Обсерваторія Оїдзумі               | Такао Кобаяші                    |
| (73787) 1994 WL4          | 1994 WL4             | 26 листопада 1994 | Обсерваторія Кітт-Пік              | Spacewatch                       |
| (73788) 1995 AB1          | 1995 AB1             | 6 січня 1995      | Обсерваторія Оїдзумі               | Такао Кобаяші                    |
| (73789) 1995 BO6          | 1995 BO6             | 28 січня 1995     | Обсерваторія Кітт-Пік              | Spacewatch                       |
| (73790) 1995 BM12         | 1995 BM12            | 31 січня 1995     | Обсерваторія Кітт-Пік              | Spacewatch                       |
| (73791) 1995 CO6          | 1995 CO6             | 1 лютого 1995     | Обсерваторія Кітт-Пік              | Spacewatch                       |
| (73792) 1995 DB6          | 1995 DB6             | 24 лютого 1995    | Обсерваторія Кітт-Пік              | Spacewatch                       |
| (73793) 1995 FK1          | 1995 FK1             | 23 березня 1995   | Обсерваторія Кітт-Пік              | Spacewatch                       |
| (73794) 1995 FE5          | 1995 FE5             | 23 березня 1995   | Обсерваторія Кітт-Пік              | Spacewatch                       |
| (73795) 1995 FH8          | 1995 FH8             | 26 березня 1995   | Обсерваторія Кітт-Пік              | Spacewatch                       |
| (73796) 1995 FL21         | 1995 FL21            | 27 березня 1995   | Обсерваторія Кітт-Пік              | Spacewatch                       |
| (73797) 1995 KD4          | 1995 KD4             | 26 травня 1995    | Обсерваторія Кітт-Пік              | Spacewatch                       |
| (73798) 1995 MW2          | 1995 MW2             | 25 червня 1995    | Обсерваторія Кітт-Пік              | Spacewatch                       |
| (73799) 1995 MO6          | 1995 MO6             | 28 червня 1995    | Обсерваторія Кітт-Пік              | Spacewatch                       |
| (73800) 1995 ML7          | 1995 ML7             | 25 червня 1995    | Обсерваторія Кітт-Пік              | Spacewatch                       |